# Biez Bileta
Biez Bileta (biał. Без Бiлета, ros. Без Билета) – białoruski zespół muzyczny, utworzony w 1999 roku.

## Historia
Grupa została założona przez Witala Artysta w 1999 roku. Początkowo zespół grał muzykę folkową. W 2004 nastąpiła zmiana stylu Biez Bileta na Indie rock z elementami muzyki elektronicznej. W 2005 roku muzycy grupy zaczęli kierować się w stronę uproszczenia dźwięku. Trzy etapy ewolucji zespołu odzwierciedlają ich albumy Na nieba, Narisowana oraz Poprawka 22.
Zespół występował m.in. na takich festiwalach jak: „Słowiański Bazar” (Białoruś), „Basowiszcza”, „Fiesta Borealis” (Polska), „Spirit of Woodstock” (Włochy), „Good. BY” (Niemcy), „Europe des Cultures" (Francja).
Większość teledysków Biez Bileta wyreżyserowała żona lidera zespołu, Tacciana Kusznier. Wśród teledysków są zarówno animowane („Stop Business”, „Went Further”), artystyczne („Narisowana”) jak i realistyczne („Dwie łodki”). Animowany teledysk „Szła dalsze” (w reżyserii Kusznier, animacje wykonał Dzianis Wołkau) brał udział w wielu festiwalach filmów animowanych w Niderlandach, Czechach, Włoszech, Wielkiej Brytanii i Australii. Teledysk „Miesto dla tiebia”, który powstał w 2006 roku, został wykonany ze zdjęć członków zespołu, ich przyjaciół oraz fanów.
Wokalista i lider zespołu Wital Artyst stworzył ścieżkę dźwiękową do rosyjskich filmów „Polowanie na Piranię” (2006) i „Szutka” (2007). Skomponował również muzykę do serialu „Mużcziny nie płaczut” (2004), „Supiermarket”, spektakli teatralnych grupy plastycznej „Inżest”, programów telewizyjnych, kreskówek i reklam.

## Skład

### Obecny skład
- Wital Artyst – wokal, gitara akustyczna, produkcja
- Alaksandr Iwaszkiewicz – gitara
- Arciom Daronkin – gitara basowa
- Uładzimir Razwadouski – klawisze
- Jahor Daronkin – perkusja
- Tania Kusznier – wokal wspierający, teksty, muzyka

### Byli członkowie
- Siarhiej Bakawiec – gitara
- Juryj Rubanik – klawisze
- Alaksandr Hulajeu – gitara basowa
- Dzianis Szurau – perkusja
- Pawieł Kudryn – klawisze, flet, perkusja

### Personel techniczny
- Andrej Łaps – technik dźwięku
- Dzmitryj Duminau – dyrektor koncertowy
- Jauhien Widiczenkau – organizator koncertów, PR[6]

## Dyskografia

### Albumy studyjne
| Rok  | Tytuł        | Pisownia oryginalna |
| ---- | ------------ | ------------------- |
| 2001 | Na nieba     | «На неба»           |
| 2004 | Narisowana   | «Нарисована»        |
| 2007 | Kino         | «Кино»              |
| 2009 | Miecztatieli | «Мечтатели»         |
| 2009 | Afrika       | «Африка»            |
| 2011 | Zwiozda      | «Звезда»            |
| 2014 | Morie        | «Море»              |

### Single i minialbumy
| Rok  | Tytuł        | Pisownia oryginalna |
| ---- | ------------ | ------------------- |
| 2006 | Poprawka 22  | «Поправка 22»       |
| 2008 | Miecztatieli | «Мечтатели»         |
| 2008 | Good.bye     | «Good.bye»          |
| 2017 | Żara         | «Жара»              |
| 2018 | Majak        | «Маяк»              |
| 2019 | Legenda      | «Легенда»           |

### Kompilacje
| Rok  | Tytuł                 | Pisownia oryginalna     |
| ---- | --------------------- | ----------------------- |
| 2008 | Nastojaszczaja lubow' | «Настоящая любовь»      |
| 2010 | Krasnomu disku sołnca | «Красному диску солнца» |

## Nagrody i wyróżnienia
| Rok  | Kategoria                         | Tytułem                | Festiwal/gala            |
| ---- | --------------------------------- | ---------------------- | ------------------------ |
| 2000 | Odkrycie roku                     | Biez Bileta            | Rok-karanacyja 2000      |
| 2001 | Piosenka roku                     | „Maja kraina Biełaruś” | Rok-karanacyja 2001      |
| 2006 | Specjalna nagroda prasy           | Biez Bileta            | festiwal Fiesta Borealis |
| 2009 | Wykonawca roku                    | Wital Artyst           | Rok-karanacyja 2009      |
| 2009 | Teledysk roku                     | „Miecztatieli”         | Rok-karanacyja 2009      |
| 2010 | Zespół roku „Bolszaja rok-korona” | Biez Bileta            | Rok-karanacyja 2010      |
| 2010 | Album roku                        | Afrika                 | Rok-karanacyja 2010      |
| 2010 | Teledysk roku                     | „Afrika”               | Rok-karanacyja 2010      |